# NGC 107
NGC 107 (również PGC 1606) – galaktyka spiralna (Sbc), znajdująca się w gwiazdozbiorze Wieloryba. Odkrył ją Otto Struve 14 stycznia 1866 roku.